# Carl Lawson
Carl Lawson (Alpharetta, Georgia, 29 de junio de 1995) es un jugador profesional estadounidense de fútbol americano que se desempeña en la posición de defensive end en New York Jets, equipo de la National Football League (NFL).

## Carrera
Fue seleccionado en la cuarta ronda en la Reunión Anual de Selección de Jugadores de la NFL de 2017. Hizo su debut profesional con el equipo Cincinnati Bengals, en el cual jugó cuatro temporadas (2017-2021), luego pasó a New York Jets, donde lleva jugando dos temporadas.